# إيلي
ٍيِلي (بالصينية: 伊犁哈萨克自治州) هي محافظة ذاتية الحكم للشعب الكازاخي في شينجيانغ ، الصين ، واحدة من 5 مقاطعات مستقلة في شينجيانغ. مدينة يينينغ هي عاصمتها. يحدها منغوليا والاتحاد الروسي وجمهورية كازاخستان من الشمال الشرقي إلى الجنوب الغربي ، مع خط حدود يبلغ 2،019 كيلومترًا. يشمل في ذلك  مدينة خورغاس ، بختي ( 巴克图  ) ومنطقة جيميناي ، هناك 9 منافذ دخول على المستوى الوطني. مع ميزة الموقع الفريدة ، كانت يِلي مركزًا تجاريًا مهمًا وقناة انفتاح دولية على الغرب.
تغطي المحافظة ذات الحكم الذاتي مساحة 268،591 كيلومتر مربع، تمثل 16.18٪ من مساحة شينجيانغ. اعتبارًا من عام 2018، تضم المحافظة سكانًا مسجلين ( 户籍人口  ) من 4،582،500 نسمة، منهم 2،745،500 من الأقليات (أو 59.91٪ من السكان المسجلين). مناطق تدار مباشرة ( 直辖区域  ) داخل المحافظة تغطي 56،622 كيلومتر مربع (21.08٪ من المساحة الكلية) ويبلغ عدد سكانها 2،930،600 نسمة (أو 63.95٪ من السكان المسجلين).
محافظة يِلي الكازاخية ذات الحكم الذاتي ( 伊犁哈萨克自治州  ) حالة خاصة من التقسيمات الإدارية في الصين، ووضعها القانوني هو في الواقع تقسيم إداري على مستوى المحافظة. وهي المحافظة المستقلة الوحيدة في البلد التي تدير بشكل مباشر الأقسام والمحافظات على مستوى المقاطعات الخاضعة لولايتها. عندما تأسست جمهورية الصين الشعبية في عام 1949، كانت المحافظات الثلاث ألتاي ويِلي وتاتشنغ مباشرة تحت قيادة حكومة مقاطعة شينجيانغ. وتأسست منطقة المغول الذاتية الحكم لبورتالا من بولي، جينغخه و ون تشيوان، 3 مقاطعات من محافظة يِلي ( 伊犁专区  ) في يوليو 1954. كان لدى المحافظة الكازاخية المستقلة في يِلي 3 مقاطعات من ألتاي ويِلي وتاتشنغ تحت إدارتها عندما تأسست في نوفمبر 1954. محافظة يِلي ( 伊犁专区  ) توقفت أولاً عن كونها محافظة منفصلة في ديسمبر 1955، كانت وحداتها الإدارية على مستوى المقاطعة تدار مباشرة من قبل محافظة يِلي ذات الحكم الذاتي. منذ ذلك الحين، كانت محافظة يِلي الكازاخية تتمتع بالحكم الذاتي كقسم إداري منفصل. وقد تم تقليص أقسامها الإدارية إلى النطاق الجغرافي لمحافظة يِلي السابقة أو توسيعها إلى أراضي المحافظات الثلاث السابقة. كوحدة إدارية منفصلة، محافظة يِلي ( 伊犁地区  ) موجودة حتى حلها النهائي في عام 2001.